# Quadricalcarifera aeruginosus
Quadricalcarifera aeruginosus är en fjärilsart som beskrevs av M.Gaede 1930. Quadricalcarifera aeruginosus ingår i släktet Quadricalcarifera och familjen tandspinnare. Inga underarter finns listade.